# Mallanayakanahalli, Maddur
Mallanayakanahalli là một làng thuộc tehsil Maddur, huyện Mandya, bang Karnataka, Ấn Độ.